# Mingxing (köping i Kina)
Mingxing (kinesiska: 明星镇, 明星) är en köping i Kina. Den ligger i provinsen Sichuan, i den sydvästra delen av landet, omkring 120 kilometer öster om provinshuvudstaden Chengdu. Antalet invånare är 24 818. Befolkningen består av 12 370 kvinnor och 12 448 män. Barn under 15 år utgör 17,0 %, vuxna 15-64 år 69 %, och äldre över 65 år 13,0 %.
Genomsnittlig årsnederbörd är 1 312 millimeter. Den regnigaste månaden är juli, med i genomsnitt 321 mm nederbörd, och den torraste är december, med 6 mm nederbörd.